# Johana Núñez
Johana Yadira Núñez García (Santo Domingo, 14 de septiembre de 1980) es una empresaria, abogada y política ecuatoriana, actual prefecta provincial de Santo Domingo de los Tsáchilas.

## Biografía
Nació en Santo Domingo, actual provincia de Santo Domingo de los Tsáchilas, de madre manabita y padre ambateño. Realizó sus estudios secundarios en los colegios Julio Moreno Espinosa y Rumiñahui y los superiores en la Universidad Técnica Luis Vargas Torres, donde obtuvo el título de abogada.
Es propietaria de la empresa Novedades TV. También ha incursionado en la televisión, desempeñándose como presentadora de programas como Hola Familia y Abriendo tu corazón.

### Vida política
Se inició en la política en las elecciones seccionales de 2006, donde participó como candidata a concejala de Santo Domingo por el partido Unión Demócrata Cristiana, pero el método de asignación de escaños no le permitió conseguir una curul a pesar de haber sido la candidata más votada.
Tiempo después fue elegida consejera provincial ocupando el cargo por alrededor de un año antes de renunciar para participar como candidata a la prefectura de Santo Domingo por el movimiento Alianza Tsáchila, aunque fue derrotada por Geovanny Benítez, del partido oficialista Alianza PAIS.
En las elecciones seccionales de 2014 fue elegida concejala de Santo Domingo por Alianza PAIS. Renunció al cargo en diciembre de 2018 para participar en las elecciones del año siguiente, donde fue elegida prefecta provincial de Santo Domingo de los Tsáchilas con alrededor del 39% de los votos por la alianza entre los movimientos Democracia Si y Construir. Sus principales propuestas versaban alrededor del mejoramiento vial de la provincia, la agroproducción y el fomento al turismo.
Para las elecciones seccionales de 2023 fue reelecta al cargo de prefecta con el 41.3% de los votos de la mano de la alianza entre los movimientos Revolución Ciudadana y Construir.